# Appalachen-Baumwollschwanzkaninchen
Das Appalachen-Baumwollschwanzkaninchen (Sylvilagus obscurus) ist eine Säugetierart aus der Gattung der Baumwollschwanzkaninchen (Sylvilagus) innerhalb der Hasenartigen (Lagomorpha). Das Kaninchen ist in den Appalachen in den Vereinigten Staaten von Amerika endemisch.

## Merkmale
Das Appalachen-Baumwollschwanzkaninchen erreicht eine Körperlänge von durchschnittlich etwa 38,6 bis 43 Zentimeter, bei einem Gewicht von 800 bis 1000 Gramm. Die Rückenfarbe ist gelbbraun mit schwarz, im Nacken besitzen sie einen auffälligen braunen Fleck. Die Körperseiten sind heller gefärbt und die Bauchseite ist weiß.

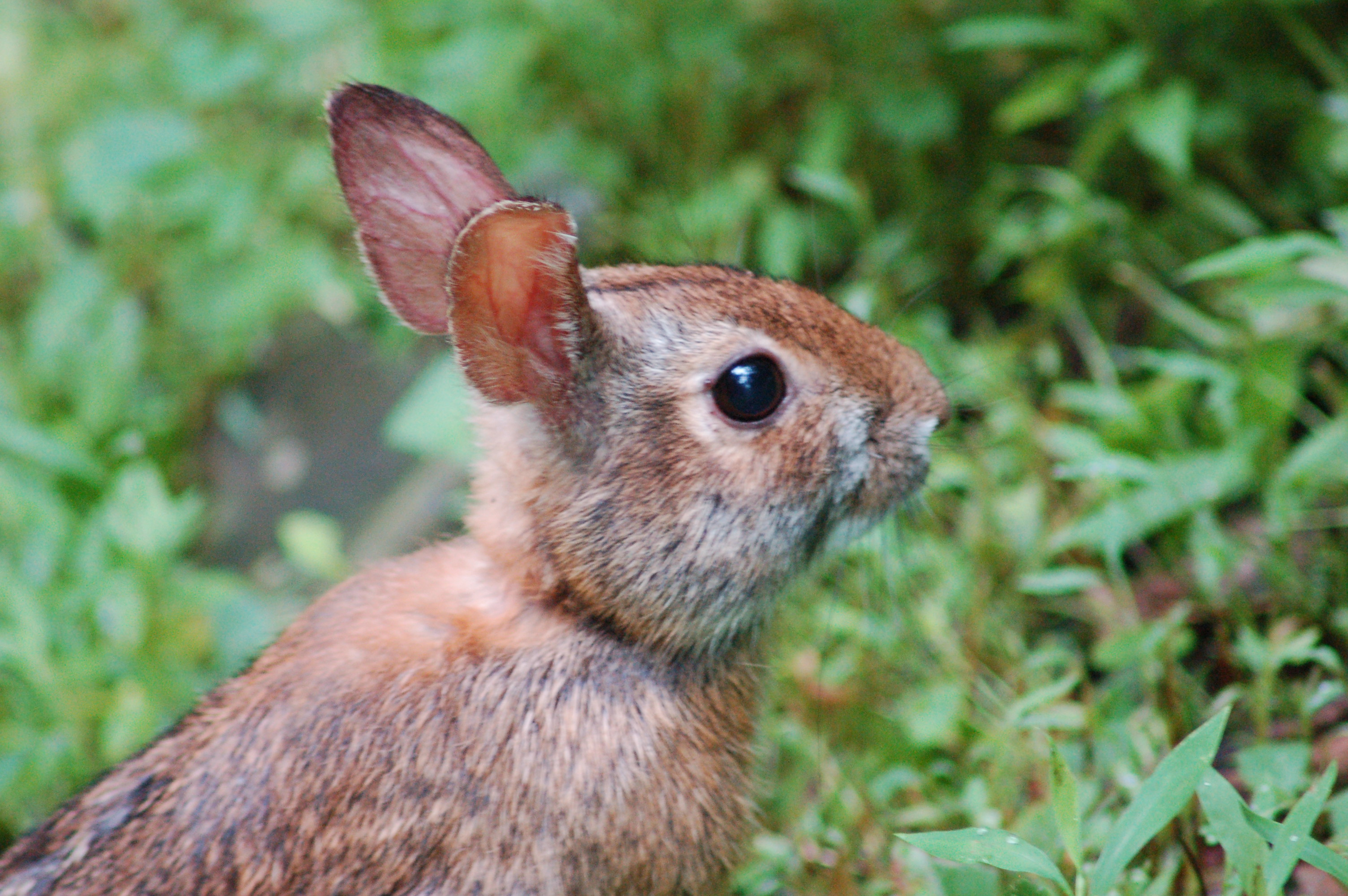
Kopf des Appalachen-Baumwollschwanzkaninchens

Vom Neuengland-Baumwollschwanzkaninchen (S. transitionalis) sind die Tiere äußerlich nicht zu unterscheiden, man kann entsprechend nur anhand des Fundortes oder durch eine Chromosomenuntersuchung Rückschlüsse auf die Art ziehen. Das Appalachen-Baumwollschwanzkaninchen hat einen diploiden Chromosomensatz von 2n=46 Chromosomen, das Neuengland-Baumwollschwanzkaninchen von 2n=52 Chromosomen. Im Vergleich zum Florida-Waldkaninchen (S. floridanus) sind sie etwas kleiner mit kürzeren und gerundeten Ohren, die schwarz gerandet sind und weisen zwischen den Ohren einen schwarzen Fleck auf. Weitere Unterschiede finden sich im Aufbau des Schädels.

## Verbreitung

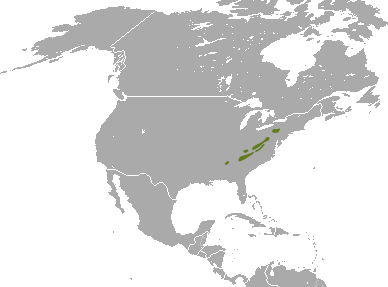
Verbreitungsgebiet des Appalachen-Baumwollschwanzkaninchens

Das Appalachen-Baumwollschwanzkaninchen ist endemisch in den südlichen Appalachen im Osten der Vereinigten Staaten von Amerika. Die Art kommt in Höhenlagen im zentralen Pennsylvania, dem Westen von Maryland, West Virginia, Virginia, dem Osten Tennessees, Kentucky, North- und South Carolina sowie dem Norden von Georgia und Alabama vor.

## Lebensweise

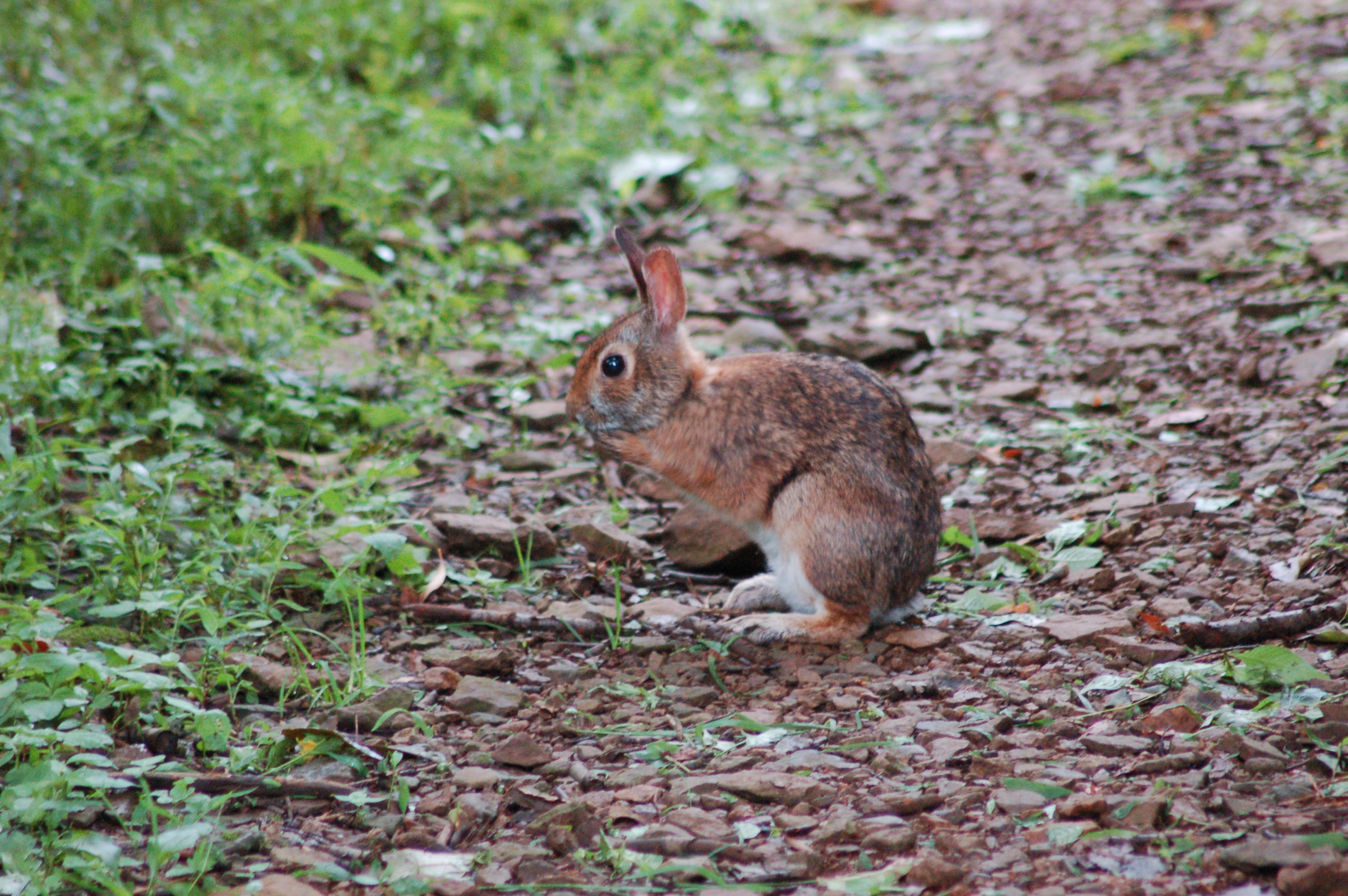
Ein Appalachen-Baumwollschwanzkaninchen auf einem Waldweg

Über die Lebensweise der Art liegen nur wenige Informationen vor. Der Lebensraum in den Höhenlagen der Appalachen in Höhen von mehr als 760 Metern ist geprägt durch Misch- und Nadelwälder mit dichter Vegetation im Untergrund aus Heidekräutern oder Beerensträuchern. Der Unterwuchs ist als Versteck und für den Wärmehaushalt der Art wichtig.
Die Tiere sind dämmerungsaktiv und entsprechend am frühen Morgen und am Abend auf Nahrungssuche. Tagsüber ruhen sie in Verstecken unter Holzstücken oder anderen Unterständen, in denen sie vor Beutegreifern geschützt sind. Wie die meisten Arten der Gattung ist wahrscheinlich auch das Appalachen-Baumwollschwanzkaninchen weitgehend solitär, bildet also keine Gruppen.

### Ernährung
Wie andere Kaninchen ernährt sich auch das Appalachen-Baumwollschwanzkaninchen von Pflanzen. Zu seiner Nahrung gehören Farne, Gräser, Stauden, Blätter, Früchte sowie Koniferennadeln. Letztere sind für andere Hasenartige sehr untypisch. Im Winter ernähren sich die Tiere wahrscheinlich von Trieben und Baumrinde verschiedener Baumarten und Gebüsche.

### Fortpflanzung und Entwicklung
Die Fortpflanzungszeit der Art reicht vom späten Februar oder frühen März bis zum September oder Oktober. Wie andere Arten der Gattung ist wahrscheinlich auch das Appalachen-Baumwollschwanzkaninchen polygyn.
Die Tragzeit beträgt 28 Tage und die Weibchen werfen durchschnittlich drei Mal im Jahr mit 2 bis 8 Jungtieren pro Wurf. Jährlich wirft ein Weibchen je nach Quelle 8 bis 24 Jungtiere. Es baut hierfür ein flaches Nest und füttert es mit Blättern, Gras und Fell. Die Jungtiere kommen blind und nackt zur Welt und werden drei bis vier Wochen gestillt. Sie öffnen die Augen nach 6 bis 7 Tagen und verlassen das Nest nach 12 bis 14 Tagen.
Die Geschlechtsreife erreichen die Tiere mit einem bis zwei Lebensmonaten. Die Männchen reproduzieren sich in der Regel erst im folgenden Frühjahr, einige Weibchen werfen jedoch bereits am Ende der ersten Fortpflanzungszeit zum ersten Mal. Die Lebensdauer der Tiere ist sehr kurz und man nimmt an, dass die meisten Tiere weniger als ein Jahr lang leben.

### Fressfeinde
Wie die meisten Kaninchen wird auch das Appalachen-Baumwollschwanzkaninchen von zahlreichen Beutegreifern gejagt. Hierzu gehören sowohl Raubtiere wie Füchse und Hunde wie auch Greifvögel und Eulen. Die Hasen entkommen den Beutegreifern häufig durch ihre schnelle und hakenschlagende Fortbewegung sowie dadurch, dass sie sich bewegungslos verstecken und sich langsam und vorsichtig durch den Unterwuchs bewegen.

## Systematik

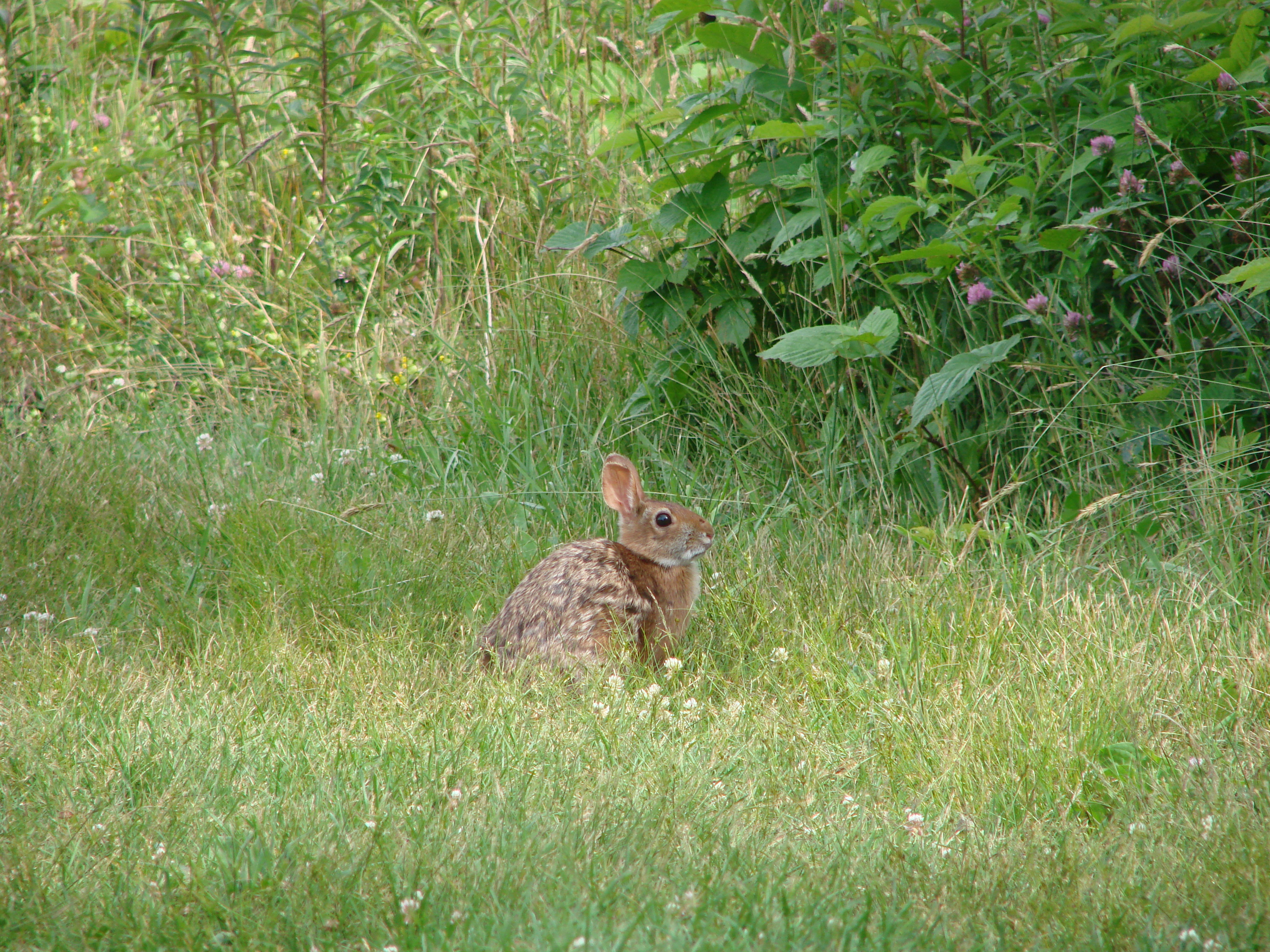
Das Neuengland-Baumwollschwanzkaninchen (S. transitionalis) ist der nächste Verwandte des Appalachen-Baumwollschwanzkaninchens.

Das Appalachen-Baumwollschwanzkaninchen wird als eigenständige Art den Baumwollschwanzkaninchen (Gattung Sylvilagus) zugeordnet. Erstmals wissenschaftlich beschrieben wurde die Art von Chapman et al. 1992. Die Arbeitsgruppe fand bei einer molekularbiologischen Analyse von Neuengland-Baumwollschwanzkaninchen (S. transitionalis) heraus, dass diese mit zwei unterschiedlichen Chromosomensätzen (Genomen) ausgestattet waren. Chapman et al. beschrieben entsprechend die letzten als neue Art Sylvilagus obscurus.
Innerhalb der Art wurden keine Unterarten beschrieben. Der Artname „obscurus“ leitet sich ab von der lateinischen Bezeichnung für „heimlich“ oder „neblig“ und wurde gewählt aufgrund des „geheimnisvollen Verhaltens“ und der Ähnlichkeit zum Neuengland-Baumwollschwanzkaninchen, von dem es kaum unterscheidbar ist.

## Gefährdung und Schutz
Das Appalachen-Baumwollschwanzkaninchen wird von der International Union for Conservation of Nature and Natural Resources (IUCN) aufgrund der Bestandsgröße und des sehr fragmentierten Verbreitungsgebietes als Art der Vorwarnliste (near threatened) eingestuft. Es wird angenommen, dass die Bestandsgröße abnimmt, allerdings fehlen Daten, um dies zu bestätigen. Prognosen gehen von einem Rückgang um 30 % bis zum Jahr 2014 aus, wodurch die Art die Kriterien für eine Einstufung als bedrohte Art erreichen könnte.
Die Hauptgefährdungsursache für die Tiere sind die Zerstörung und Fragmentation ihrer Habitate sowie die Veränderungen im Bereich menschlicher Ansiedlungen. Hier kommt es zudem zur Ausbildung von Konkurrenzen mit dem Florida-Waldkaninchen (Sylvilagus floridanus), das an die veränderten Lebensräume besser angepasst ist und somit Sylvilagus obscurus verdrängt.

## Belege
1. 1 2 3 4 5 6 7 8 9 10  Jeremy Cook: Sylvilagus obscurus im Animal Diversity Net. Abgerufen am 9. Juli 2012.
2. 1 2 3 4  Andrew J. Edelman: Sylvilagus obscurus (Lagomorpha: Leporidae). In: Mammalian Species. Band 51 (984), 2019, S. 128–134, doi:10.1093/mspecies/sez018 (Abstract).
3. 1 2 3 4 5 6 7  Sylvilagus obscurus in der Roten Liste gefährdeter Arten der IUCN 2011. Eingestellt von: R. Barry, J. Lazell, 2008. Abgerufen am 9. Juli 2012.
4. 1 2  J.A. Chapman, K.L. Cramer, N.J. Dippenaar, T J. Robinson: Systematics and biogeography of the New England cottontail, Sylvilagus transitionalis (Bangs, 1895), with the description of a new species from the Appalachian Mountains. Proceedings of the Biological Society of Washington 105, 1992: S. 841–866.
5. ↑  Don E. Wilson, DeeAnn M. Reeder (Hrsg.): Sylvilagus obscurus. In: Mammal Species of the World. A Taxonomic and Geographic Reference (3rd ed).